# Selbstschutzpolizei
La Selbstschutzpolizei a été en 1943 et 1944 une force militaire auxiliaire de l'armée allemande formée de volontaires français.

## Histoire
Au printemps 1943, l'Obergruppenführer Karl Oberg, chef de la police et des SS à Paris et le Standartenführer Hermann Bickler créent un groupe de volontaires français, la Selbstschutzpolizei, afin de mieux lutter contre les mouvements français de résistance. Les membres de cette force supplétive devaient être français, désireux et capables de rejoindre les maquis afin d'infiltrer les mouvements de résistance et rassembla principalement des jeunes gens issus des divers mouvements français de collaboration comme le Rassemblement national populaire, Parti populaire français, le Mouvement social révolutionnaire). 
Dans la région parisienne, trois châteaux (le château de Vaucelles, le château du Haut-Tertre et le château Jaeger) situés à Taverny, confisqués à leurs anciens propriétaires juifs, servent à leur formation.  Les recrues apprennent, pendant les deux à trois semaines que dure leur formation, les méthodes de sabotage, de transmission et contre-mesures de transmission, les techniques de pratiques d'interrogatoires. Environ 5 000 jeunes français ont suivi ces cours. Initialement placés sous la direction de la Milice française et de la LVF, ces centres sont placés à partir de janvier 1944 sous la direction de la Gestapo et des SS. À l'issue de leur formation, les hommes reçoivent un pistolet automatique, des papiers d'identité (un ausweis) leur fournissant une nouvelle identité, et l'assurance du soutien de l'armée et de la police allemande partout en France.
Trois centres de commandement sont créés en province, à Dijon, Toulouse et Rennes. Les unités de la Selbstschutzpolizei, opérationnelles à partir de mai 1944 (par exemple, le 8 mai 1944, une unité de douze hommes de la Selbstschutzpolizei (SSP) arrive de Paris et s’installe dans une maison réquisitionnée au 76 boulevard de la Duchesse-Anne à Rennes), sont formées chacune d'une douzaine ou d'une quinzaine d'hommes et leurs membres cherchent à détecter les maquis et l'identité des maquisards, et participent à leur interrogatoire, y compris par la torture, par exemple à Bourbriac dans les Côtes-du-Nord où certains de leurs membres ont été identifiés et capturés par la suite en mer près de Vannes alors qu'ils tentaient de rejoindre l'Espagne franquiste, comme Jean de Cambourg, Rémy Daigre, Bernard d'Ambert de Sérillac, René Hocquart ou encore Joseph Morvan, instituteur, qui parvint à échapper aux poursuites après la guerre. Les membres du Bezen Perrot, ou encore ceux du Kommando de Landerneau, eurent en Bretagne un rôle analogue.